# Seine-Port
Seine-Port – miejscowość i gmina we Francji, w regionie Île-de-France, w departamencie Sekwana i Marna. Przez miejscowość przepływa Sekwana. 
Według danych na rok 1990 gminę zamieszkiwało 1685 osób, a gęstość zaludnienia wynosiła 198 osób/km² (wśród 1287 gmin regionu Île-de-France Seine-Port plasuje się na 524. miejscu pod względem liczby ludności, natomiast pod względem powierzchni na miejscu 453.).